# Ezetaerre
Ezetaerre é um grupo de hip hop galego formado na Corunha em 2015.

## História
A trajetória do grupo começou em junho de 2015, quando os três integrantes fizeram uma canção satírica contra a fusão de faculdades na Universidade da Corunha. A finais desse mesmo ano, publicaram «Berros do mar», tema que se integrou posteriormente na maqueta do grupo, publicada em março de 2016 e composta por 10 temas.
Em maio de 2016, ganharam o III Premio Revenidas de Música Emerxente, que lhes deu a oportunidade de atuar ao vivo na edição desse ano do Festival Revenidas (Vilaxoán).
Em julho do mesmo ano, o grupo publicou A herdanza do vento, com Iago Bico na produção e Néboa Films na realização do videoclipe. Foi o primeiro trabalho do grupo da mão do selo independente Santa Guerrilla.
Em fevereiro de 2017, o grupo editou o seu primeiro trabalho de estúdio, Aspiracións mínimas e urxentes, um LP de 8 temas produzido por Iago Bico em Pousada Son Studios. O dia do lançamento do disco, o grupo publicou no seu canal de YouTube um videoclipe por cada tema, sendo a primeira banda galega em publicar oito videoclipes num só dia.

## Membros
- Miguel García (Garchu): MC
- Juan Pirola (Pirola): MC
- Pedro Iglesias (Petrowski): MC, beatmaker

## Discografia
- Maqueta (autoproduzida, 2016)
- A herdanza do vento (single) (Santa Guerrilla, 2016)
- Aspiracións mínimas e urxentes (LP) (Santa Guerrilla, 2017)
- Non é verán de Estrella Damm (single) (Santa Guerrilla, 2017)
- 100 (EP) (Santa Guerrilla, 2017)
- Esmorga Inferno (single) (Santa Guerrilla, 2018)